# 2119
2119 (ММCXIX) е обикновена година, започваща в неделя според Григорианския календар. Тя е 2119-ата година от новата ера, сто и деветнадесетата от третото хилядолетие и десетата от 2110-те.